# 結果主義
結果主義（英語：consequentialism）又称 歸結主義、效果主義、效果论，是伦理学中的学说，主張判別行動好壞或是非的標準，依該行動所（或是否可能、或是否意圖）產生的結果而定，如一行動能（或可能、或意圖）產生好的結果，該行動就是好的，也就是道德的。指一个行为的对错要视该行为就总体而言是否达到最高内在价值来决定，即结果主义的道德推理取决于道德行为的後果。在倫理學的討論中，結果論與目的論是同義詞；與之相對的是義務論。結果論所勾畫出的道德體系中，核心的概念是「價值」而不是義務；所以在哲學術語中，結果論與價值論偶有通用的情形。

## 結果主義的缺點
結果論較引人詬病的有三點：
- 一是只強調行動本身僅具有工具性價值，忽略了行動本身也可能有其內在價值；換言之，判斷某一行動好壞是非的標準，在邏輯上不必全然繫諸於該行動所（可能）導致的結果。
- 第二，在某些情境下，即便是行動本身可能會產生不好的結果，但一般人仍舊會採行，因為行動本身合乎道德的要求，或行動者有義務採取該行動，若不如此，就是犯了道德上的惡。
- 第三，在結果論的主張下，似乎可以為了達成目的而不擇手段，只要目的是好的就可以，這一點與常情不合。結果論的優點在於提供了一套價值判斷的模式，讓一般人在變動不居的社會環境中可以因時制宜的做道德判斷。

在某些哲學討論中，結果論僅主張有理性的人應以開放的態度來衡量自己行動所可能產生的各種結果，然後據以進行判斷、採取作為，而不是將道德視為一個僵化的封閉系統。